# Augusti 2012
| Augusti 2012 |
| Månader under 2012: Januari · Februari · Mars · April · Maj · Juni · Juli · Augusti · September · Oktober · November · December ← December 2011 · Januari 2013 → |

## Händelser

### 12 augusti
- Olympiska sommarspelen 2012 i London avslutas.[1]

### 28 augusti
- Mitt Romney utses till Republikanernas presidentkandidat i presidentvalet i USA.

### 29 augusti
- Paralympiska sommarspelen i London invigs.